# Port lotniczy Impfondo
Port lotniczy Impfondo – port lotniczy położony w Impfondo, w Republice Konga.

## Kierunki lotów i linie lotnicze
| Linia Lotnicza         | Kierunek       |
| ---------------------- | -------------- |
| Canadian Airways Congo | 1. Brazzaville |